# Кастело Монтелеоне (Напуљ)
Кастело Монтелеоне је насеље у Италији у округу Напуљ, региону Кампанија.
Према процени из 2011. у насељу је живело 532 становника. Насеље се налази на надморској висини од 117 м.